# Mucklestone
Mucklestone – wieś w Anglii, w hrabstwie Staffordshire, w dystrykcie Newcastle-under-Lyme. Leży 25 km na północny zachód od miasta Stafford i 223 km na północny zachód od Londynu.